# AfterShot Pro
AfterShot Pro（アフターショット プロ）は、コーレルが開発・販売している、画像処理および管理を行うためのソフトウェア。主に写真（特にRAW画像）の現像や修整、パソコン上での管理を行う。
主要カメラメーカーの一眼レフで撮影できる「RAW形式」に対応しており、非破壊編集での超高速一括処理が特徴である。
ビブル（Bibble）を開発していたBibble labsをコーレルが買収し、ビブルを元にして発売したものである。
RAW現像・一括編集、整理が主な用途なため、詳細な編集（フォトレタッチ）は他のソフトウェアで行うことになる。